# Wiesław Dziadura

Veteranen-Weltmeister 2001

Wiesław Dziadura (* 20. Oktober 1956 in Gdańsk) ist ein ehemaliger polnischer Ringer im griechisch-römischen Stil. Er kämpfte im griechisch-römischen Stil in der Gewichtsklasse bis 74 kg.

## Leben
Mit dem Ringen begann Wiesław Dziadura 1970 bei dem Verein Spójnia Gdańsk; sein erster Trainer war Tadeusz Chrupcała. Nach dem Gewinn der Bronzemedaille bei der Junioren-Europameisterschaft 1976 wechselte er im selben Jahr zu CWKS Legia Warszawa nach Warschau, wo er von Bolesław Dubicki trainiert wurde. In den Jahren 1976 bis 1985 gehörte er unter Janusz Tracewski und Stanisław Krzesiński zum Kader der polnischen Nationalmannschaft.
1980 nahm Wiesław Dziadura an den Olympischen Spielen in Moskau teil und belegte dort den 9. Platz. Ein Jahr später erkämpfte er bei den Weltmeisterschaften in Oslo den 5. Platz und wurde zudem polnischer Meister. Während seiner gesamten Karriere war Andrzej Supron sein größter sportlicher Konkurrent. Praktisch bei jeden nationalen Meisterschaften und Turnieren standen sie sich gegenüber. 
Wiesław Dziadura studierte an der technischen Fachschule in Danzig. Zudem ist er Absolvent der Sporthochschule Akademia Wychowania Fizycznego im. Eugeniusza Piaseckiego in Posen und besitzt den Trainerschein 1. Klasse. 
Nach seinem Karriereende als aktiver Sportler bildete Wiesław Dziadura zunächst die Junioren des CWKS Legia Warszawa aus. Danach wurde er im selben Verein Assistenz-Trainer von Bolesław Dubicki bei den Senioren. Gleichzeitig arbeitete er mit Stanisław Krzesiński, Ryszard Świerad, Józef Tracz und Piotr Stępień in der Nationalmannschaft zusammen. Zudem leitete er gemeinsam mit Jan Potocki als zweiter Trainer die polnische Junioren-Nationalmannschaft.
2001 kehre Wiesław Dziadura noch einmal aktiv auf die Matte zurück. Er nahm an der Veteranen-WM im ungarischen Székesfehérvár teil und gewann Gold in der Kategorie bis 76 kg. 

## Familie
Wiesław Dziaduras Frau Krystyna spielte Basketball in der 1. polnischen Liga. Seine Schwester Beata Dziadura nahm im Rudern an den Olympischen Spielen teil. Sein Bruder Andrzej Dziadura war in Polen ein erfolgreicher  Geher und seine Tochter Marta Dziadura ist mehrfache Weltmeisterin im Modernen Fünfkampf.
| Personendaten    | Personendaten     |
| ---------------- | ----------------- |
| NAME             | Dziadura, Wiesław |
| KURZBESCHREIBUNG | polnischer Ringer |
| GEBURTSDATUM     | 20. Oktober 1956  |
| GEBURTSORT       | Gdańsk            |